# Reprezentacja Meksyku U-17 w piłce nożnej mężczyzn
Reprezentacja Meksyku U-17 w piłce nożnej – młodzieżowa reprezentacja Meksyku sterowana przez Meksykański Związek Piłki Nożnej. Jej największym sukcesem jest mistrzostwo świata juniorów w 2005 roku.

## Występy w MŚ U-17
- 1985: Runda grupowa
- 1987: Runda grupowa
- 1989: Nie zakwalifikowała się
- 1991: Runda grupowa
- 1993: Runda grupowa
- 1995: Nie zakwalifikowała się
- 1997: Runda grupowa
- 1999: Ćwierćfinał
- 2001: Nie zakwalifikowała się
- 2003: Ćwierćfinał
- 2005: Mistrzostwo
- 2007: Nie zakwalifikowała się
- 2009: 1/16 finału
- 2011: Mistrzostwo

## Mistrzostwa Świata w 2005 roku
Reprezentacja Meksyku została mistrzem świata kategorii U-17 na turnieju w Peru w 2005 roku. Została wylosowana w grupie razem z Turcją, Australią i Urugwajem. El Tri zakończyli tę fazę rozgrywek z dwoma zwycięstwami (Urugwaj, Australia) i jedną porażką (Turcja). Zajęli drugie, dające awans miejsce w grupie, tracąc 3 punkty właśnie do Turcji. W ćwierćfinale po dogrywce wygrali z Kostaryką 3:1, a w półfinale rozgromili Holandię 4:0. W meczu finałowym pokonali Brazylię 3:0 po golach Carlosa Veli, Omara Esparzy i Evera Guzmána. Trenerem mistrzowskiej drużyny był Jesús Ramírez. Złotym Butem imprezy został odznaczony Carlos Vela, a Srebrną Piłką Giovani dos Santos. Wielu piłkarzy, którzy brali udział w tym turnieju, odgrywało później dużą rolę w dorosłej kadrze lub wypromowało się do silniejszych klubów. 

### Skład
Skład zawodników powołanych na MŚ 2005.
| Nr | Poz. | Piłkarz                   |
| -- | ---- | ------------------------- |
| 1  | BR   | Sergio Arias              |
| 2  | OB   | Patricio Araujo (kapitan) |
| 3  | OB   | Efraín Juárez             |
| 4  | OB   | Christian Sánchez         |
| 5  | OB   | Héctor Moreno             |
| 6  | PO   | Omar Esparza              |
| 7  | PO   | Jorge Hernández           |
| 8  | NA   | Giovani dos Santos        |
| 9  | NA   | Carlos Vela               |
| 10 | NA   | Ever Guzmán               |

| Nr | Poz. | Piłkarz            |
| -- | ---- | ------------------ |
| 11 | PO   | Mario Gallegos     |
| 12 | BR   | Alejandro Gallardo |
| 13 | PO   | Edgar Andrade      |
| 14 | NA   | Heriberto Beltrán  |
| 15 | PO   | Juan Carlos Silva  |
| 16 | PO   | Adrián Aldrete     |
| 17 | OB   | Pedro Valverde     |
| 18 | PO   | César Villaluz     |
| 19 | BR   | Cristian Flores    |
| 20 | NA   | Enrique Esqueda    |